# Dolichopeza (Sinoropeza) multiseta
Dolichopeza (Sinoropeza) multiseta is een tweevleugelige uit de familie langpootmuggen (Tipulidae). De soort komt voor in het Oriëntaals gebied.